# Olympische Jugend-Winterspiele 2016/Teilnehmer (Monaco)
| Gelbes Symbol für Goldmedaillen mit stilisierten Olympischen Ringen | Graues Symbol für Silbermedaillen mit stilisierten Olympischen Ringen | Braundes Symbol für Bronzemedaillen mit stilisierten Olympischen Ringen |
| ------------------------------------------------------------------- | --------------------------------------------------------------------- | ----------------------------------------------------------------------- |
| —                                                                   | —                                                                     | —                                                                       |

Monaco nahm an den Olympischen Jugend-Winterspielen 2016 in Lillehammer mit einem Athleten in einer Sportart teil.

## Sportarten

### Ski Alpin
| Jungen      |              |             |     |         |     |             |     |
| Paul Croesi | Super-G      |             |     |         |     | 1:16,22 min | 41  |
| Paul Croesi | Riesenslalom | DNF         | DNF | DNF     | DNF | DNF         | DNF |
| Paul Croesi | Slalom       | 54,30 s     | 30  | 52,91 s | 24  | 1:47,21 min | 25  |
| Paul Croesi | Kombination  | 1:16,67 min | 37  | DNF     | DNF | DNF         | DNF |